# Hoštice u Litenčic
Hoštice (deutsch Hoschtitz) ist eine Gemeinde in Tschechien. Sie liegt fünf Kilometer südöstlich von Morkovice-Slížany und gehört zum Okres Kroměříž.

## Geographie
Hoštice befindet sich am Fuße des Marsgebirges im Osten des Littentschitzer Berglandes. Das Dorf erstreckt sich am Oberlauf des Baches Olšinka. Nördlich erheben sich der Vinohrádek (454 m) und die Kázánky (418 m), im Südosten der Stráně (332 m), Chlum (402 m) und der Brdo (587 m), südlich der Na Čupech (360 m), im Südwesten der Na Pasekách (380 m), westlich die Krahula (450 m) sowie im Nordwesten der Kleštěnec (498 m).
Nachbarorte sind Slížany und Vinohradčík im Norden, Zdislavice und Těšánky im Nordosten, Lebedov, Prachař und Honětice im Osten, Roštín und Rozárov im Südosten, Cetechovice und Strabenice im Süden, Nový Dvůr Marie im Südwesten, Litenčice und Prutník im Westen sowie Skavsko, Pornice und Morkovice im Nordwesten.

## Geschichte
Die erste schriftliche Erwähnung von Ozcicih erfolgte 1141 in einem Güterverzeichnis des Olmützer Bischofs Heinrich Zdik. Seit 1341 ist in Hossicz eine Pfarre nachweislich. 1398 wurde das Dorf als Hossczycz, 1412 als Hostycz, 1466 als Hosscžicz und 1561 als Hosstzicze bezeichnet. Als Besitzer des Gutes wechselten sich neben den Vladiken von Hoštice zahlreiche weitere Geschlechter, darunter die Herren von Krawarn, von Zástřizl und die Ritter von Hrádek ab. Im Jahre 1685 kauften die Žalkovský von Žalkovice das Gut. Sie hielten den Besitz bis 1766, in dieser Zeit entstanden das Schloss und Pfarrkirche. Ferdinand von Geißlern, der das Gut 1799 erwarb, führte Hoschtitz zu einer wirtschaftlichen Blüte. Der auch als mährischer Bakewell bezeichnete Gutsbesitzer erwarb sich große Verdienste in der Schafzucht, dem Anbau von Klee und in der Pomologie. Hoschtitz erlangte dadurch als Mustergut weit über die Grenzen Mährens Bedeutung. Bis zur Mitte des 19. Jahrhunderts blieb Hoštice immer ein eigenständiges Allodialgut.
Nach der Aufhebung der Patrimonialherrschaften bildete Hoštice / Hoschtitz ab 1850 eine Gemeinde in der Bezirkshauptmannschaft Kroměříž. Die Bewohner lebten von der Landwirtschaft. Im Jahre 1875 erwarben die Dubský von Třebomyslice auf Zdislavice das Gut.
Zum Ende des Zweiten Weltkriegs wurde, am 19. April 1945, im Schloss ein deutscher General Dietrich von Müller durch tschechische Partisanen gefangen genommen werden.
Mit Beginn des Jahres 1986 wurde Hoštice nach Litenčice eingemeindet. Seit dem 1. Juli 1990 bildet Hoštice wieder eine eigene Gemeinde. Zwischen 2006 und 2009 wurde die ehemalige Schule zum Gemeindeamt umgebaut.

## Gemeindegliederung
Für die Gemeinde Hoštice sind keine Ortsteile ausgewiesen.

## Sehenswürdigkeiten
- Schloss Hoštice, erbaut zum Ende des 17. Jahrhunderts unter den Žalkovský von Žalkovice anstelle einer wüsten Feste. Vor dem Hintereingang vom Park befindet sich ein Denkmal für Marie von Ebner-Eschenbach, die am Übergang vom 19. zum 20. Jahrhundert das Schloss bewohnte
- Kirche des hl. Ägidius, errichtet unter den Žalkovský von Žalkovice
- Pfarrhaus
- Marienstatue
- Kastanienalleen nach Vinohradčík und Zdislavice
- Burgstätte mit vorgeschichtlichen Knochengräbern im Wald Obora, östlich des Dorfes
- Reste der wüsten Feste Svárov, nordöstlich des Ortes an der Kastanienallee beim Oborawald

## Söhne und Töchter der Gemeinde
- Josef Filipec (1915–2001), tschechischer Sprachwissenschaftler und Lexikograph